# Perdiu boscana pit-roja
La perdiu boscana pit-roja (Arborophila mandellii) és una espècie d'ocell de la família dels fasiànids (Phasianidae) que habita el pis inferior de la selva humida, als voltants de l'Himàlaia, al nord de l'Índia i sud-est del Tibet.